# My Dog, Pal
My Dog, Pal è un cortometraggio muto del 1920 scritto e diretto da Fred C. Fishback (Fred Hibbard)

## Produzione
Il film fu prodotto dalla Century Film.

## Distribuzione
Distribuito dall'Universal Film Manufacturing Company, il film - un cortometraggio in due bobine - uscì nelle sale cinematografiche USA l'8 marzo 1920.